# Георгій Каландадзе
Каландадзе Георгій (груз. გიორგი კალანდაძე; нар. 24 червня 1980) — грузинський бригадний генерал, начальник Об'єднаного штабу Збройних сил Грузії (2012).

## Життєпис
Генерал Гіоргі Каландадзе був головою Об'єднаного начальства штабу з 5 жовтня 2012 року.
Він почав військову кар'єру у 1995 році як курсант Кадетського інституту Міністерства оборони Грузії. Він продовжив навчання у Військовій академії в 1997 році. Після закінчення Військової академії у 2001 році він продовжував служити молодшим лейтенантом гірського (видобувного) навчального взводу. Перш ніж зайняти найвищу військову позицію, генерал Каландадзе командував на кожному рівні. Він працював заступником командира компанії Академії оборони з 2001 по 2002 роки, а потім командиром компанії Академії оборони з 2002 по 2004 рік.
Керівник команди Академії оборони s2-s3 управління тренувальним батальйоном з 2004 по 2006 рік. З 2006 по 2007 рік генерал Каландадзе очолював штаб четвертої піхотної бригади Сухопутних військ. Потім командував батальйоном четвертої піхотної бригади сухопутних військ з 2007 по 2008 рік. З 2008 по 2009 рік командував четвертою піхотною бригадою сухопутних військ. З 2009-2010 рр. - заступник командира сухопутних військ. З 2010 по 2011 рік працював командиром сухопутних військ. 
Генерал Каландадзе був першим заступником голови (з 2011 по 2012 рік) та головою (з 2012 до 2013 року) Об'єднаних начальників штабу Міністерства оборони Збройних Сил Грузії. 
Генерал Каландадзе брав участь у миротворчих місіях в Іраку та Афганістані з 2007 по 2008 рік та з 2010 по 2012 рік відповідно.
Бойовий досвід: Протягом Російсько-Грузинської війни 2008 року, командував четвертою піхотною бригадою. 
З 2014 року він добровільно виступив в ролі команди-комбатанта на території АТО України проти російської агресії. З 2014 по 2015 рік він працював головним інструктором навчального центру "Патріот". З 2015-2016 р. - Радник Голови Національної гвардії.